# Bobby Watts
Pour les articles homonymes, voir Watts (homonymie).
Bobby Watts est un boxeur américain combattant en poids moyens dans les années 1970. Né le 11 novembre 1949 dans le comté de Sumter dans la petite ville de Rembert en Caroline du Sud, il arrive à Philadelphie à l'âge de 10 ans et commence à boxer sur les encouragements de son cousin, le poids lourds Jimmy Young.

## Carrière
Surnommé Boogaloo, il est notamment connu pour avoir battu Marvin Hagler sur une décision controversée en 10 rounds le 13 janvier 1976 au Spectrum, ancienne salle mythique omnisports de Philadelphie. Parmi ces défaites, on compte celle face à Marvin Hagler qu'il combat une deuxième fois le 19 avril 1980 et où il est mis KO au second round.
Il termine sa carrière avec un bilan de 38 victoires (dont 21 KO), 7 défaites et un nul. Après sa retraite en 1983, Watts entraîna le champion poids super-moyens Charles Brewer et le champion du monde IBF des super-welters Buster Drayton.